# Spelar min lind, sjunger min näktergal
Spelar min lind, sjunger min näktergal är en novell, skriven av Astrid Lindgren och utgiven 1959. Novellen ingår i sagosamlingen Sunnanäng.

## Handling
Sagan handlar om den föräldralösa Malin som hamnar på fattighuset i Norka socken.